# Виковаро (Рим)
Виковаро (итал. Vicovaro) је насеље у Италији у округу Рим, региону Лацио.
Према процени из 2011. у насељу је живело 3617 становника. Насеље се налази на надморској висини од 318 м.

## Становништво
| 1931. | 1936. | 1951. | 1961. | 1971. | 1981. | 1991. | 2001. | 2011. |
| ----- | ----- | ----- | ----- | ----- | ----- | ----- | ----- | ----- |
| 2.796 | 3.084 | 3.464 | 3.567 | 3.607 | 3.757 | 3.816 | 3.714 | 3.937 |